# Mączniak prawdziwy buraka

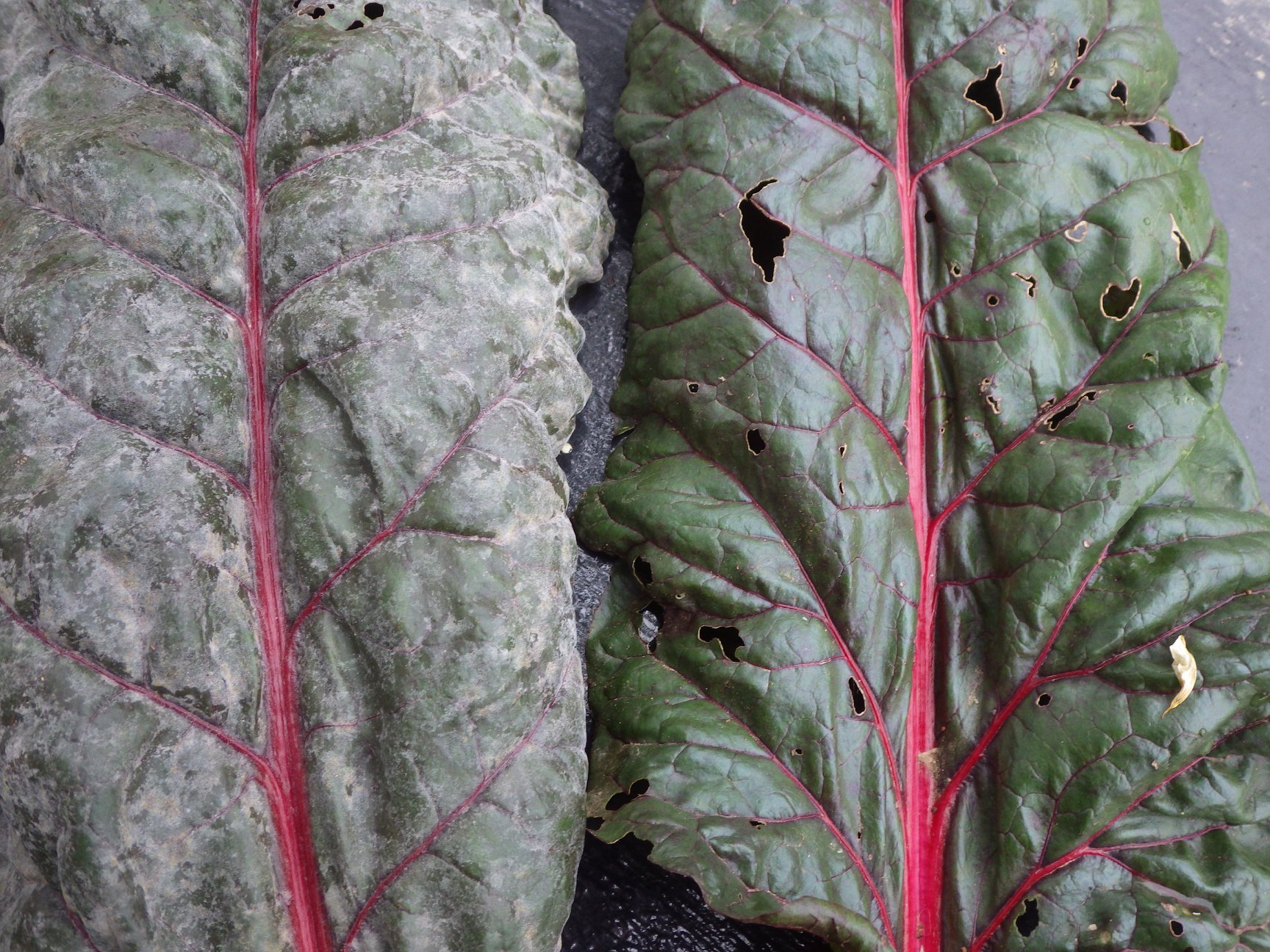
Porażony i zdrowy liść buraka ćwikłowego

Mączniak prawdziwy buraka (ang. powdery mildew of beet) – wywołana przez Erysiphe betae  grzybowa choroba buraka (Beta vulgaris). Zaliczana jest do grupy chorób zwanych mączniakami prawdziwymi.

## Objawy
Choroba występuje w Ameryce Północnej i Południowej, Europie, Azji, na Nowej Zelandii i w Afryce. W Polsce na plantacjach buraków pojawia się późno, w związku z czym nie wyrządza większych szkód.
Objawy choroby pojawiają się najpierw na starszych, dolnych liściach. Pierwszymi objawami są delikatne, nitkowate włókna o barwie od białej do jasnoszarej, często rozchodzące się promieniście od centralnego punktu. Wczesne objawy mączniaka prawdziwego nie są łatwo wykrywalne. Objawy można łatwiej wykryć w pełnym słońcu, gdy słońce jest za plecami. Gdy pojawią się wczesne objawy, choroba może postępować bardzo szybko przy sprzyjającej pogodzie. Mączysty biały lub szarobiały nalot może pokryć liść w ciągu tygodnia, a mączniak może zacząć pojawiać się na środkowych liściach. Przy dużym natężeniu choroby nalot może pojawić się nawet na górnych liściach. Na polach z poważnym mączniakiem prawdziwym można zauważyć charakterystyczny zapach podobny do stęchłej piwnicy. Czarne, drobne owocniki pojawiają się rzadko i tylko na dolnych liściach.

## Ochrona
Jeżeli mączniak pojawi się wcześnie, lub w dużym natężeniu, stosuje się opryskiwanie roślin siarką lub fungicydami triazolowymi. Stosowanie fungicydów triazolowych i strobilurynowych do zwalczania chwościka buraka ogranicza także rozwój mączniaka prawdziwego. Istnieją odmiany odporne na mączniaka prawdziwego.